# 人狗關係
人狗關係可以追溯到15000年前在德國波恩奧柏卡瑟爾發現的一隻狗與兩個人的合葬墓。長久以來，狗都被稱呼為「人類最好的朋友」，用來形容狗對人類的陪伴與忠誠。

## 歷史
人與狗之間連結首先由鮑里斯·邁耶·李文森（Boris Levinson）確定，鮑里斯·邁耶·李文森發現有些不肯與人溝通或者有社交障礙的小朋友，會與自己所養的狗Jingles有正面的互動。1983年，科學家Leo K. Bustad在維也納學術會議上發了一個關於人類與寵物之間關係的演說，確立了動物與人類間的聯繫(human-animal bond) 這個概念。自此之後，科學界就越來越多地研究人狗之間的關係。

## 人類寵物
在世界各地，都有好多人將狗當做寵物，甚至把它們視為自己家裡人。其中金毛尋回犬，拉布拉多尋回犬都是非常受歡迎的寵物犬種。
養狗做寵物，可以說是一個跨階層種族的人類行為。例如，中華民國總統蔡英文就在2016年領養了三隻退役導盲犬，還時不時帶它們與傳媒見面。

## 支援人類生活的角色

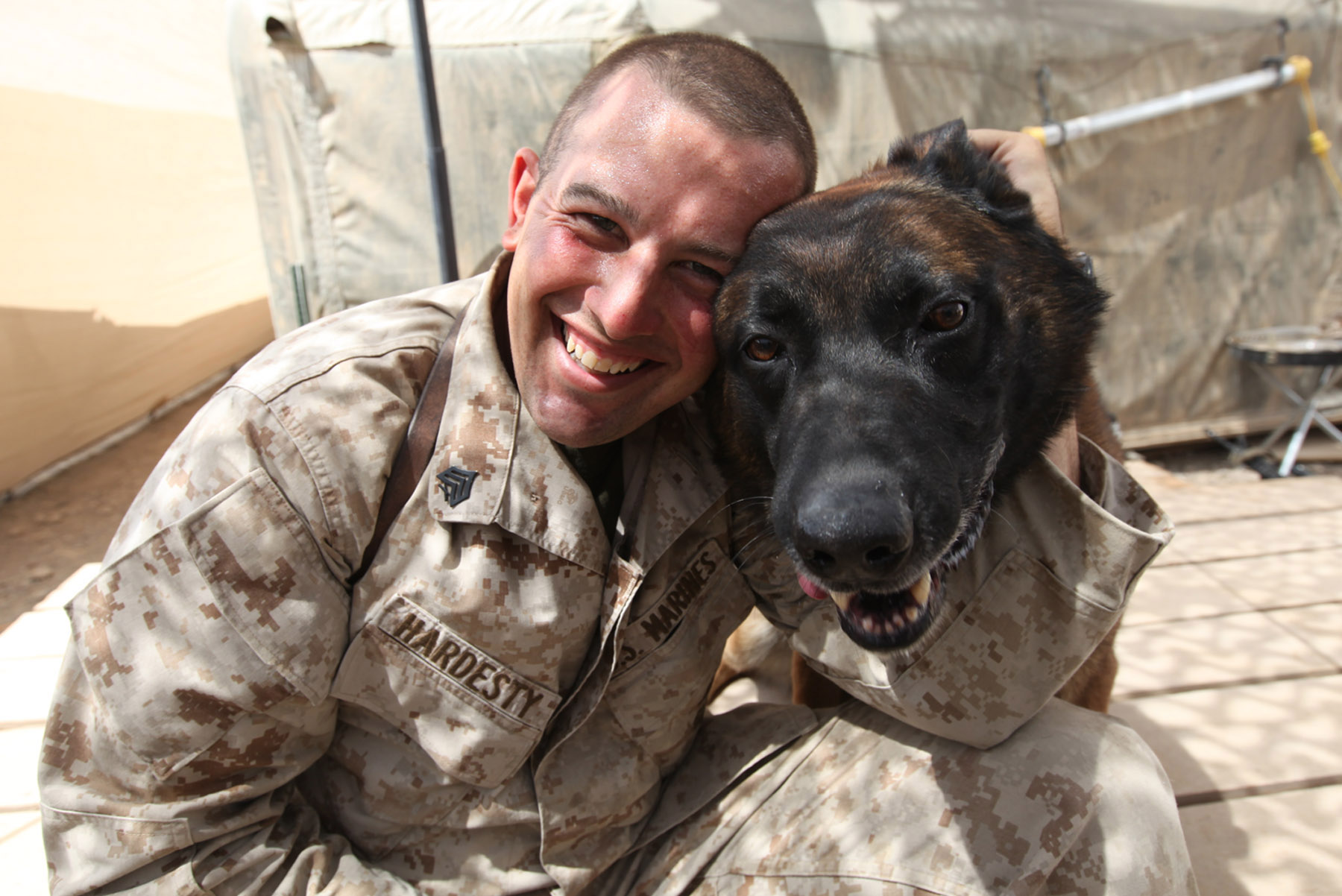
一隻戰鬥追踪狗與它的管理者

狗從1970年代開始，就在不同的位置幫助人類。例如，有研究指出狗的嗅覺很靈敏，可以感受到人類的恐懼、擔心與信心。所以，狗有時會幫助視障人士、行動不便或者有其他需要幫助的人類。在部分醫院，有狗幫助的治療亦會被叫做動物輔助治療（animal-facilitated therapy, AFT）。該種治療會用到一些受過訓練與得到認證的動物作為患者康復計劃的一部份，從而為病人提供更好的痊癒環境，減少心理不安症狀，提供病發預警同埋辨認過敏症狀。
狗亦可以安撫人類情緒，所以在安老院、大學或者其他地方，也能發現不少犬隻。香港大學圖書館就有一隻叫Jasper的英國古代牧羊犬，擔任治療犬角色，幫助同學舒緩考試壓力。港大為它特地製作了一張職員證。一些孤獨、抑鬱或受精神病困擾的患者，見到這些治療犬，很多時候都會找到安全感。而且這些提供情緒支援的狗，也不需要經過特別的篩選或者訓練。

## 獲頒發人類證書的狗
有一些動物會基於不同的原因獲頒一些本來應該頒給人類的證書。很多時候這些都是用來證明頒發的學校是野雞大學，但亦有一些院校是基於幽默感去頒發學位給動物。

## 對人類文化的影響
- 在中文世界，有些人會稱呼犬類為「汪星人」[14]。
- 拔布奇諾是一些西方國家的咖啡店裡面，專門為狗提供的饮料[15][16]。